# Litanies du Sacré-Cœur

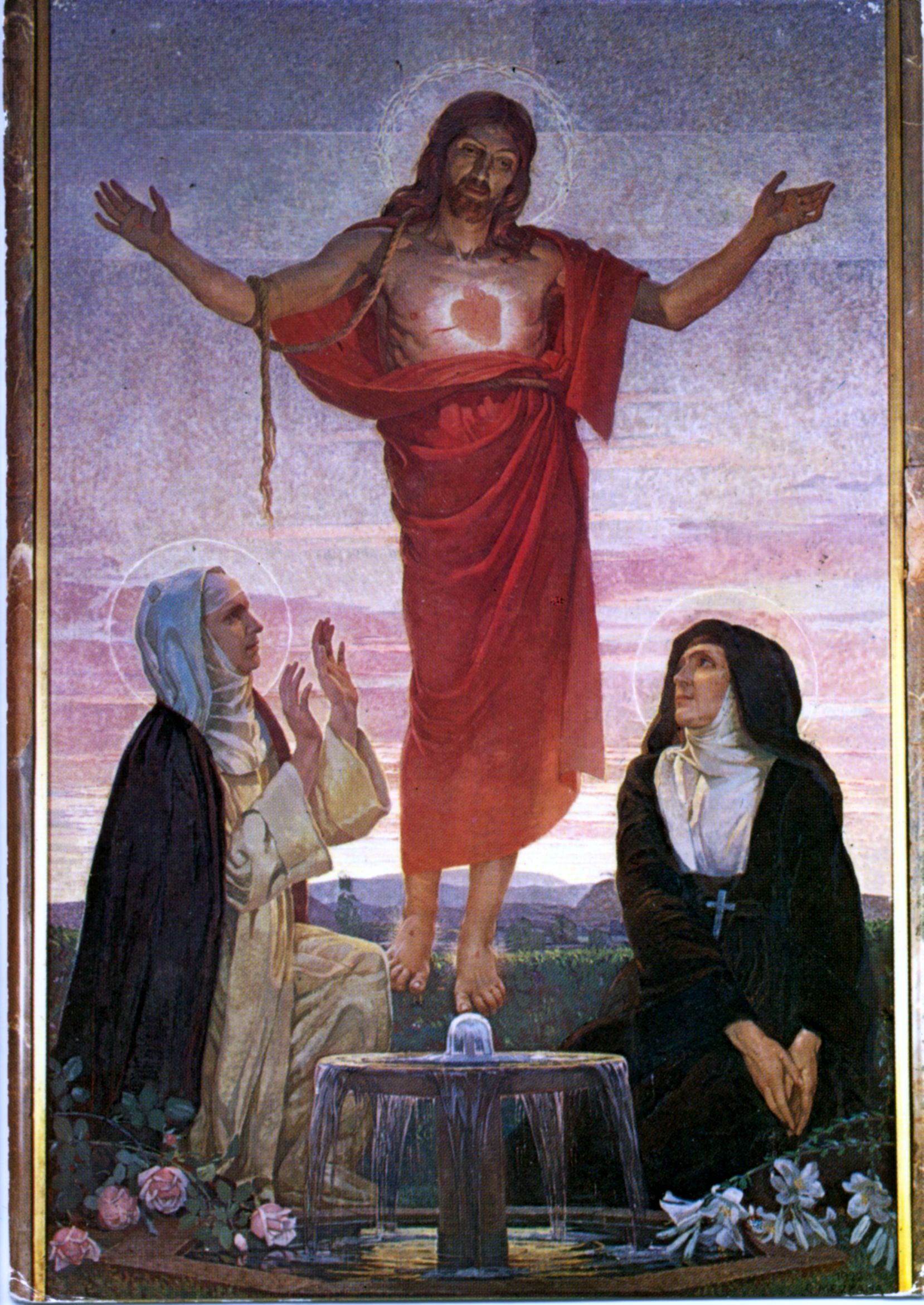
Image de dévotion du Sacré-Cœur adoré par la Bienheureuse Marie du Divin Cœur et Sainte Marguerite-Marie Alacoque.

Les Litanies du Sacré-Cœur de Jésus sont une prière vocale litanique, généralement récitée en groupes, visant à développer la dévotion au cœur aimant et miséricordieux de Jésus, que l’on appelle le ‘Sacré-Cœur’, et appelant à sa miséricorde. 

## Origine et histoire
En 1718 la vénérable Anne-Madeleine Rémusat compose une série de 27 invocations au Sacré-Cœur, dix-sept d’entre elles venant d’un texte plus ancien dû au père Croiset (1691). Six invocations supplémentaires sont ajoutées par la Congrégation des rites en 1686; elles ont la sœur Madeleine Joly pour auteur. Ces litanies sont approuvées pour la dévotion et récitation publique par le pape Léon XIII (en 1899). 
Les 33 invocations au cœur de Jésus expriment chacune un aspect particulier de l’amour de Dieu pour les êtres humains, dont l’image et symbole emblématique est le cœur physique de Jésus, fils de Dieu fait homme pour sauver le monde.
Marie-Julie Jahenny a également reçu en extase des litanies du Sacré-Coeur le 12 juin 1874